# Sant Llorenç de Morunys
Sant Llorenç de Morunys è un comune spagnolo di 921 abitanti situato nella comunità autonoma della Catalogna.

## Monumenti e luoghi d'interesse

### Architetture religiose
Al suo interno, la chiesa parrocchiale ospita una serie di retabli e dipinti gotici. Il retablo detto della Pentecoste, opera di Pere Serra, è del 1380. Esattamente cento anni più recente è il retablo della Pietà, realizzato da Francesc Solives. Josep Cirera è invece l'autore del retablo dedicato ai Santi Michele e Giovanni Battista, opera databile al 1450.